# John Fitzgerald
John Basil Fitzgerald (Cummins, Australia, 28 de diciembre de 1960) es un exjugador de tenis australiano que fue n.° 1 del mundo en dobles y campeón de Copa Davis en 1983 y 1986 como jugador y en 2003 como capitán del equipo australiano.

## Torneos de Grand Slam

### Dobles (7)

#### Títulos
| Año  | Torneo               | Pareja         | Oponentes en la final         | Resultado                |
| ---- | -------------------- | -------------- | ----------------------------- | ------------------------ |
| 1982 | Abierto de Australia | John Alexander | Andy Andrews John Sadri       | 6-4 7-6                  |
| 1984 | US Open              | Tomáš Šmíd     | Stefan Edberg Anders Järryd   | 7-6 6-3 6-3              |
| 1986 | Roland Garros        | Tomáš Šmíd     | Stefan Edberg Anders Järryd   | 6-3 4-6 6-3 6-7(4) 14-12 |
| 1989 | Wimbledon            | Anders Järryd  | Rick Leach Jim Pugh           | 3-6 7-6(4) 6-4 7-6(4)    |
| 1991 | Roland Garros        | Anders Järryd  | Rick Leach Jim Pugh           | 6-0 7-6(2)               |
| 1991 | Wimbledon            | Anders Järryd  | Javier Frana Leonardo Lavalle | 6-3 6-4 6-7(7) 6-1       |
| 1991 | US Open              | Anders Järryd  | Scott Davis David Pate        | 6-3 3-6 6-3 6-3          |

#### Finalista (4)
| Año  | Torneo               | Pareja        | Oponentes en la final               | Resultado          |
| ---- | -------------------- | ------------- | ----------------------------------- | ------------------ |
| 1985 | Wimbledon            | Pat Cash      | Heinz Guntahardt Balazs Taroczy     | 4-6 3-6 6-4 3-6    |
| 1988 | Roland Garros        | Anders Järryd | Andrés Gómez Emilio Sánchez Vicario | 3-6 7-6(8) 4-6 3-6 |
| 1988 | Wimbledon            | Anders Järryd | Ken Flach Robert Seguso             | 4-6 6-2 4-6 6-7(3) |
| 1993 | Abierto de Australia | Anders Järryd | Danie Visser Laurie Warder          | 4-6 3-6 4-6        |

### Dobles Mixto (2)

#### Títulos
| Año  | Torneo    | Pareja           | Oponentes en la final       | Resultado   |
| ---- | --------- | ---------------- | --------------------------- | ----------- |
| 1991 | Wimbledon | Elizabeth Smylie | Natasha Zvereva Jim Pugh    | 7-6(4) 6-2  |
| 1991 | US Open   | Elizabeth Smylie | Barbara Potter Ferdy Taygan | 3-6 6-3 6-4 |

- Datos: Q426049